# Fideus fregits

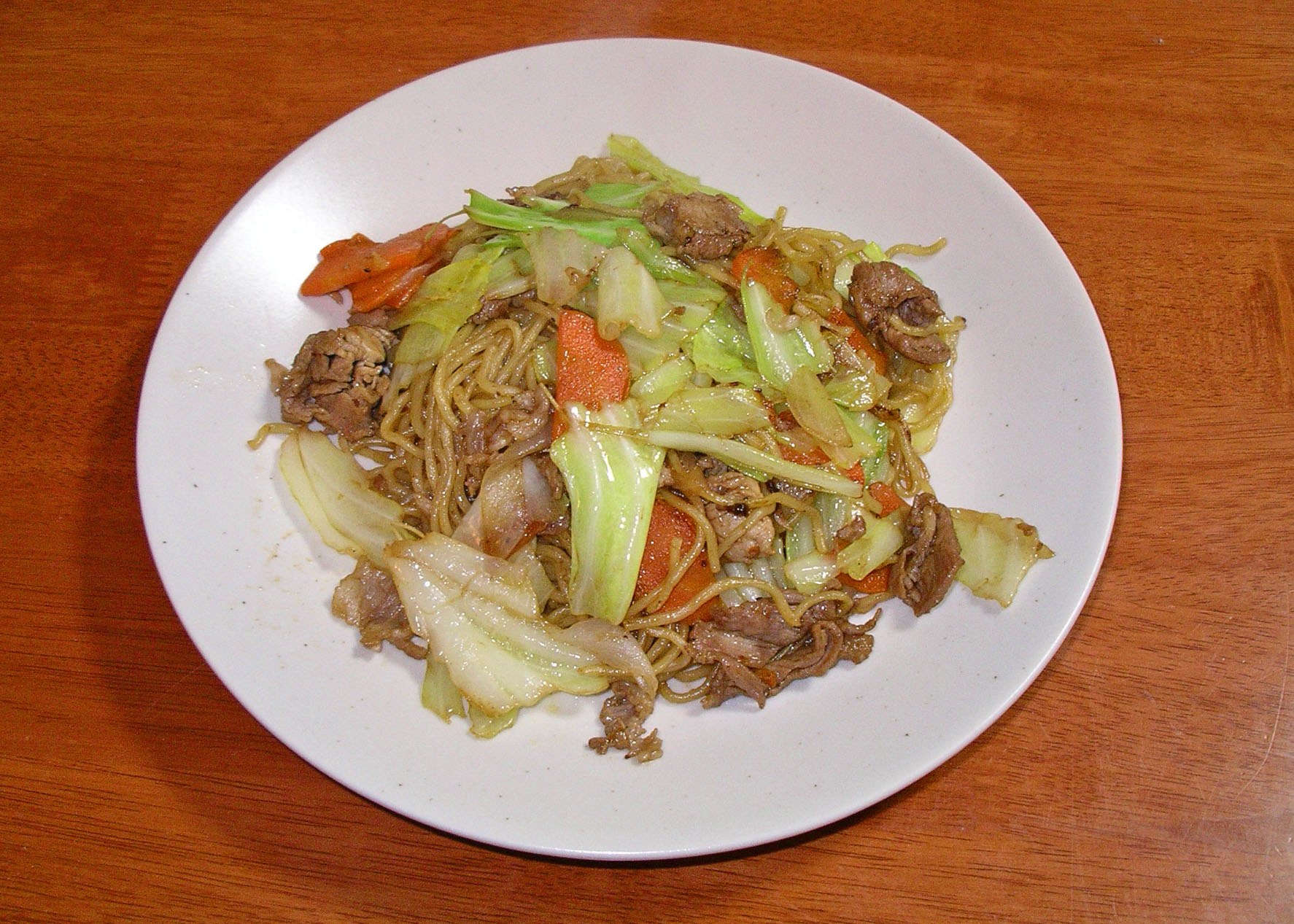
Yakisoba (tallarines fregits) amb porc, les cebes, col i pastanaga.

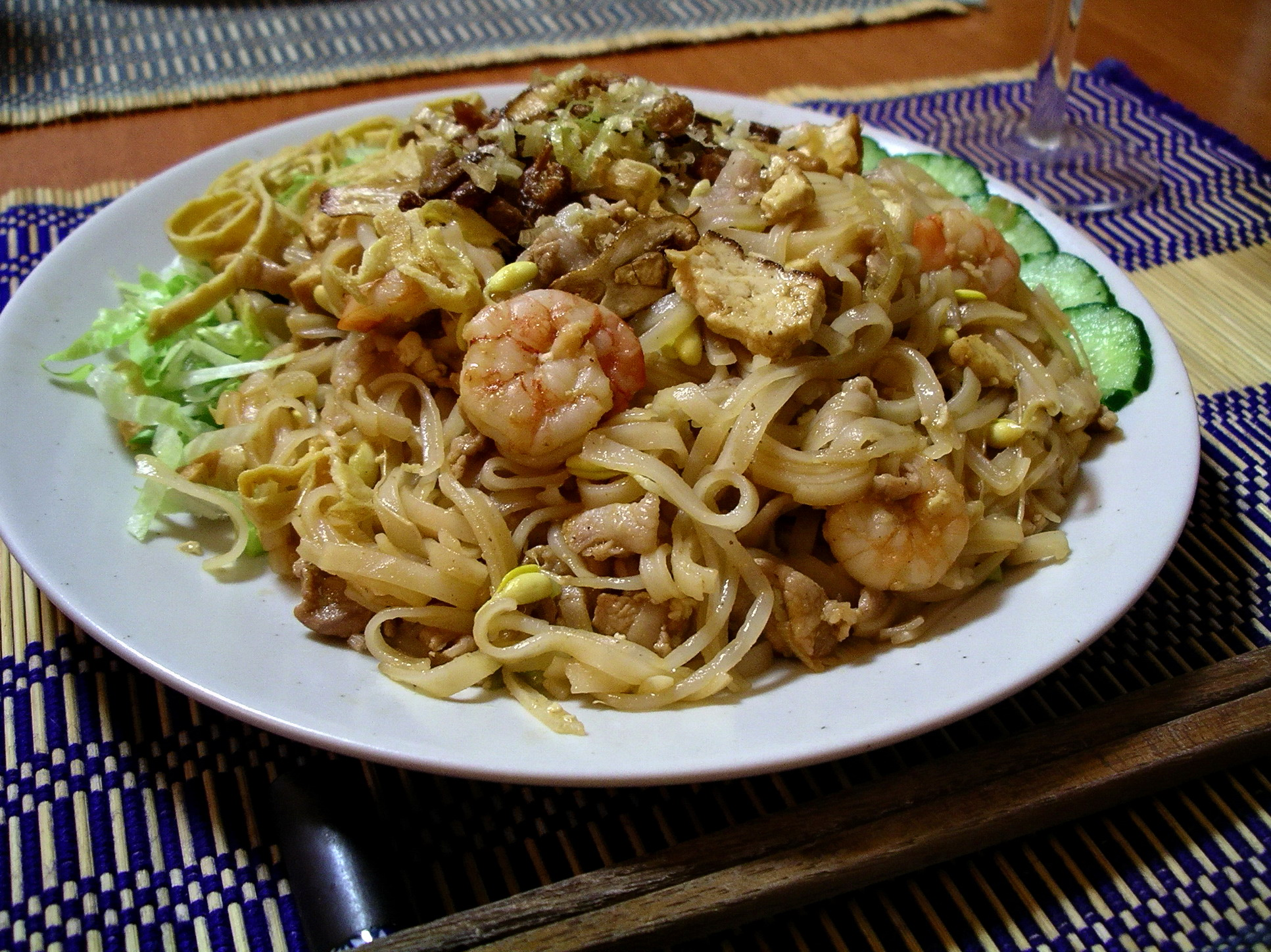
Yaki-bifun (fideus fregits).

Els  fideus fregits  (anomenats també tallarines fregides) són el tipus de fideus més comú de la cuina d'Àsia. Existeix una innombrable quantitat de varietats, estils de cuina i ingredients, però tots ells tenen en comú l'ingredient: fideu.

## Stir Frying
En l'estil Stir Frying (terme anglès per denominar la forma de cuinar xinesa), es té:
- Char kway teow - Plat inspirat en la cuina xinesa però servit a Malàisia i Singapur, consisteix en fideu d'arròs amb gambetes, ous, brot de soja, fish cake, mol·luscs, i salsitxa xinesa.
- Chow mein - Plat inspirat en la cuina xinesa d'Amèrica i Canadà, també és un terme genèric a la Xina per als fideus fregits.
- Salsa fregida de fideus - La cuina del nord de la Xina amb carn de porc i fideus servits amb salsa dolça de fideus o salsa hoisin.
- Hokkien mee - Plat malai inspirat en la cuina xinesa, amb innombrables variants i ingredients.
- Japchae - Un plat coreà elaborat amb fideu celofan.
- Lo mein - Fideus a l'estil cantonès.
- Mee Goreng - Plat especiat de fideus malais, servit també a Singapore i Indonèsia
- Pad Tailandès - Fideus a l'estil Tailendés amb ou, salsa de peix, i una combinació de brots de soja, gamba, pollastre, o tofu.
- Pancit bihon - Fideus d'arròs Filipí.
- Singapore chow funcions - Plat cantonès amb fideus d'arròs  Stir-fried  amb pols de curri, pollastre i vegetals.
- Singapore chow mein - El mateix que el  Singapore chow funcions  però amb fideus de farina de blat.
- Yakisoba - Fideus a l'estil japonès.
- Tallarines From - Fideu a l'estil peruà

## Fregits a Paella
Dins de la categoria dels fideus fregits en paella, hi ha:
- Hong Kong fried noodles - Les tallarines de farina a l'estil de Hong Kongque consisteix en pollastre, i/o mariscs.
- Heart Attack Noodles - Una versió americana dels  Hong Kong Fried Noodles , emprant formatge Cheddar.